# Frodus
Frodus est un groupe de post-hardcore américain actif de 1993 à 1999 et reformé brièvement en 2009.

## Biographie
Le groupe a été fondé par le chanteur Shelby Cinca et le batteur Jason Hamacher.

## Discographie
Albums
- Molotov Cocktail Party (1994, Gnome / 2006, Carcrash Records iTunes)
- Fireflies (1995, Level / 2006 Carcrash Records iTunes)
- F-Letter (1996, Double Deuce / 2003, Magic Bullet Records)
- Conglomerate International (1998, Tooth and Nail / 2009 Lovitt Records)
- And We Washed Our Weapons in the Sea (2001, Fueled by Ramen)

Albums live
- 22-D10 (live chez WMUC Radio + Formula 7″ Sessions) (1997, No Looking Back)
- Radio-Activity (live radio chez WMUC, WHFS, KXLU) (2002, Magic Bullet Records)
- Live at Black Cat 1999, exclusivité iTunes (2005, Lovitt Records)
- Left for Dead in Halmstad!, exclusivité iTunes  (live en Suède le 14 avril 1998) (2006, Carcrash Records)

Singles et EPs
- Babe (1993, Gnome)
- Tzo Boy (1993, Gnome)
- Treasure Chest (1994, Gnome / Level)
- Formula (1996, Lovitt / Shute)
- Split with Trans-Megetti (1996, Art Monk Construction)
- Explosions (1997, Day After Records)
- Split with Roadside Monument (1997, Tooth and Nail)
- Muddle Magazine Promo Flexi (1997, Tooth and Nail / Muddle)
- Split with Atomic Fireball (1999, Lovitt / Japan: Flatree Records)
- "Suspicion Breeds Confidence (Jason Vocals) b/w G. Gordon Liddy Show Call (2006, Carcrash Records iTunes Only)
- Soundlab 1 (2010, Lovitt Records)

Apparitions dans des Compilations
- Squirrel (1995, Level) – "22-d10"
- The Art of Rocketry (1995, Supernova) – "Malcontent" (alt. mix)
- It Goes Without Saying (1999, Sign Language) – "Dec. 21, 2012"
- Give Me the Cure (1995, Radiopaque) – "Killing an Arab"
- The Lovitt Empire (1996, Lovitt) – "Cha-Chi" (English version)
- The Tie That Binds (1996, Nevermore) – "Factory 6" (Formula 7″ Sessions Take)
- Tooth and Nail 4th Anniversary Box Set (1997, Tooth and Nail) – "Lights On for Safety"
- Songs from the Penalty Box 2 (1998, Tooth and Nail) – "Conditioned"
- Songs from the Penalty Box 3 (1999, Tooth and Nail) – "There Will Be No More Scum" (démo)
- Can't Stop This Train (1999, Team Player) – "Extinguished"
- Absolut... (1999, B-Core) – "There Will Be No More Scum" (démo)
- Torch Benefit (2001, Under Radar) – "Suspicion Breeds Confidence (Jason Vocal Take)"